# .ax
.ax ist die länderspezifische Top-Level-Domain (ccTLD) der finnischen autonomen Provinz Åland. Sie wurde am 21. Juni 2006 eingeführt, nachdem knapp zwei Jahre zuvor die Abkürzung AX von der International Organisation for Standardization in ISO 3166-1 aufgenommen wurde. Zuvor waren ålandische Webseiten unter .aland.fi zu finden.
Seit dem 6. September 2016 kann jede Person eine .ax-Domain registrieren. Jedoch ist die Top-Level-Domain international vergleichsweise unbedeutend, im September 2006 kamen auf die 26.200 Einwohner der Inselgruppe nur etwa 400 registrierte Domains. Außerdem wird .ax bislang nur durch wenige Webhoster unterstützt.